# Liopasia meridionalis
Liopasia meridionalis là một loài bướm đêm trong họ Crambidae.